# Roger Motz
Roger Jean Henri Motz (* 8. Juli 1904 in Schaerbeek/Schaarbeek, Region Brüssel-Hauptstadt, Belgien; † 27. März 1964 in Brüssel) war ein belgischer Politiker der Liberalen Partei.

## Biografie
Nach Schulbesuch und Studium war er als Bergbauingenieur sowie als Manager in Unternehmen tätig.
Seine politische Laufbahn begann er als Mitglied des Gemeinderates von Brüssel sowie als Mitglied der Abgeordnetenkammer, in der er ebenfalls die Interessen Brüssels vertrat. 1952–1958 und 1958–1964 war er Mitglied des Europäischen Parlamentes.
Nach dem Ende des Zweiten Weltkrieges kehrte er aus dem Exil in London zurück und wurde 1945 als Nachfolger von Jane Brigode und Fernand Demets Vorsitzender der Liberalen Partei und behielt diese Funktion bis 1953. 1946 wurde er erstmals zum Mitglied des Senats gewählt und gehörte diesem bis zu seinem Tode an. Darüber hinaus war er als Nachfolger von Salvador de Madariaga zwischen 1952 und 1958 Vorsitzender der Liberalen Internationale. Im Anschluss folgte ihm Giovanni Malagodi, der langjährige Generalsekretär und spätere Präsident der Partito Liberale Italiano (PLI).
Am 24. Januar 1958 berief ihn Premierminister Achille Van Acker bei einer Kabinettsumbildung zum Wirtschaftsminister in dessen 4. Regierung. Dieser gehörte er bis zum Ende von Van Ackers Amtszeit am 26. Juni 1958 an. Im Anschluss wurde er erneut Vorsitzender der Liberalen Partei und bereitete als solcher am Ende seiner Amtszeit 1961 den Zusammenschluss zur PLP-PVV vor.
Für seine politischen Verdienste wurde er am 23. Dezember 1958 zusammen mit Achille Van Acker, Théo Lefèvre und Paul Struye mit dem Ehrentitel Staatsminister ausgezeichnet.